# Vertebralina
Vertebralina es un género de foraminífero bentónico de la subfamilia Nodobaculariellinae, de la familia Fischerinidae, de la superfamilia Cornuspiroidea, del suborden Miliolina y del orden Miliolida. Su especie tipo es Vertebralina striata. Su rango cronoestratigráfico abarca el Holoceno.

## Discusión
Clasificaciones más recientes incluyen Vertebralina en la superfamilia Nubecularioidea.

## Clasificación
Vertebralina incluye a las siguientes especies:
- Vertebralina advena
- Vertebralina auriculata
- Vertebralina colombiana
- Vertebralina eocaena
- Vertebralina furcata
- Vertebralina insignis
- Vertebralina reticulosa
- Vertebralina striata
- Vertebralina substriata
- Vertebralina sulcata

Otras especies consideradas en Vertebralina son:
- Vertebralina cassis, aceptado como Nodobaculariella cassis
- Vertebralina mucronata, aceptado como Articulina mucronata